# Bryotropha azovica
Bryotropha azovica is een vlinder uit de familie tastermotten (Gelechiidae). De wetenschappelijke naam is voor het eerst geldig gepubliceerd in 1997 door Bidzilia.
De soort komt voor in Europa.